# Oriniemi
Oriniemi är en udde på ön Hirvensalo och en stadsdel av Åbo i Egentliga Finland. Oriniemi ligger i sydvästra hörnet av ön Hirvensalo, cirka 8 kilometer från centrala Åbo.
Scouter och andra ungdomsorganisationer samt skolor använder Oriniemis västra kust som en friluftsområde med logi.